# 시안 H-20
시안 H-20은 아음속 스텔스 폭격기로, 중국 인민해방군 공군이 도입할 전략 폭격기다. 세계에서 유일하게 실전배치된 동급 무기는 미국의 전략폭격기 노스럽 그러먼 B-2 스피릿뿐이다. 중국 외에도 러시아 역시 PAK DA(팍다) 스텔스 폭격기를 개발중이다. 인민해방군의 "전략적 프로젝트"로 불리는 이 스텔스 폭격기 사업은 2025년까지 배치할 것으로 전망되며, 펜타곤에선 2017년에 H-20이 열핵병기를 무장할 수 있다고 봤다.

## 개발
차이나 데일리에 따르면, 중국 군 당국은 적어도 10톤의 폭장량을 싣어 제 2도련선까지 공중급유 없이 나를 수 있는 전략 폭격기를 주문했다. 이러한 스펙대로면 B-2보다는 훨씬 못미친 능력이지만, 충분히 동아시아 지역 내에서 전략적 효과를 볼 수 있는 능력이다.
최대이륙중량이 최소한 200톤이 될 것이라는 보도가 있다. 미국 B-2 스피릿이 170톤인데, 이보다 더 대형 스텔스 폭격기이다.
2020년 11월 주하이 에어쇼에서 최초로 공개될 것이라고 한다.
H-20은 중국산 WS-10B 엔진이나 러시아산 'AL-31FM2/3' 엔진 등을 탑재할 것으로 추정된다. 하지만 J-20에 장착할 'WS-15' 엔진 개발이 늦어지는 것처럼 H-20에 장착할 엔진 개발도 당초 일정보다 늦어지고 있으며, 설사 개발이 완료된다고 하더라도 기동성이나 스텔스 능력 등이 만족스럽지 못할 것이라는 전망이 나온다.
WS-10 엔진은 중국판 F-16 청두 J-10, 중국판 F-15 선양 J-11, 선양 J-15에 사용되는 엔진이다. 미국은 B-2 스텔스 폭격기에 제너럴 일렉트릭 F110을 사용하는데, F-16, F-15의 엔진이다.
- B-2, MTOW 170톤, GE F110 엔진 4개
- F-15, MTOW 35톤, GE F110 엔진 2개
- F-16, MTOW 20톤, GE F110 엔진 1개, 추력 14톤
- H-20, MTOW 200톤, WS-10 엔진 4개
- J-11, MTOW 35톤, WS-10 엔진 2개
- J-10, MTOW 20톤, WS-10 엔진 1개, 추력 14톤

## 같이 보기
- 노스럽 그러먼 B-2 스피릿
- PAK-DA
- H-6